# Cristian Maidana
Cristian Omar Maidana (* 24. Januar 1987 in Resistencia) ist ein argentinischer Fußballspieler.

## Vereinskarriere
Cristian Maidana spielte 2006 und 2007 beim argentinischen Erstligist Club Atlético Banfield. Trotz seines jungen Alters entwickelte er sich schnell zum Stammspieler und bestritt in den beiden Jahren insgesamt 41 Ligaspiele. Im Januar 2008 wurde er für umgerechnet rund 3,5 Millionen US-Dollar an den russischen Traditionsverein Spartak Moskau verkauft. Dort kam er in der Saison 2008 auf 24 Saisonspiele unter Trainer Stanislaw Tschertschessow. Im Januar 2009 wurde er an den spanischen Erstligisten Recreativo Huelva verliehen. Der älteste Fußballverein Spaniens sicherte sich zudem eine Kaufoption über 6 Millionen Euro, zog diese aber nicht. Von Januar bis Juli 2011 wurde Maidana erneut verliehen und spielte für den argentinischen Klub Huracán.
Im Sommer 2011 wechselte der Mittelfeldspieler zu den Rangers de Talca in die chilenische Primera B de Chile, die zweite Liga des Landes. Ende 2011 stieg er mit der Mannschaft in die Primera División auf und verlängerte Anfang 2012 seinen Vertrag um weitere zwei Jahre.
Am 26. Juli 2012 wurde er an den mexikanischen Fußballklub CF Atlante ausgeliehen. 2013 kehrte er auf Leihbasis nach Argentinien zurück und spielte für die Argentinos Juniors.
Am 15. Januar 2014 wechselte er in die Vereinigten Staaten zu Philadelphia Union. Zwei Jahre später ging er zum Ligakonkurrenten Houston Dynamo.

## Nationalmannschaft
Für die A-Nationalmannschaft von Argentinien kam Maidana bisher nicht zum Einsatz. Seine letzte Station auf internationaler Ebene war die U-20-Mannschaft seines Heimatlandes.